# Ýyldyz
Koordinaten: 37° 55′ 45,8″ N, 58° 19′ 58,8″ O
Das Ýyldyz (deutsch: Stern) ist ein Luxushotel in der turkmenischen Hauptstadt Aşgabat.

## Gebäude
Das Hotelgebäude wurde im Auftrag des turkmenischen Präsidenten von dem französischen Bauunternehmen Bouygues errichtet. Es befindet sich ein wenig außerhalb des Stadtzentrums im Süden der Stadt. Durch die dortigen Ausläufer des Kopet-Dag-Gebirges liegt das Gebäude erhöht und bietet damit einen schönen Ausblick über Aşgabat und Umgebung. Das Gebäude selbst ist 107 Meter hoch und verfügt über 19 Etagen. Die gewölbte Form des modernen Gebäudes soll an ein Raumschiff erinnern. Zur besseren Erreichbarkeit des Ýyldyz wurde eine neue Schnellstraße errichtet, außerdem wurde rund um das Hotel ein großer, breiter Kreisverkehr angelegt.
Bei der Eröffnung des Gebäudes am 15. Oktober 2013 war der Präsident Gurbanguly Berdimuhamedow persönlich anwesend und durchschnitt das symbolische Band zur offiziellen Eröffnung des Ýyldyz.

## Ausstattung
Das Ýyldyz verfügt über insgesamt 155 Zimmer, dabei reicht die Bandbreite von einem Standardzimmer bis zur Präsidentensuite. Das Hotel verfügt über einen Spa-Bereich, eine Bar und ein Restaurant im 18. beziehungsweise 19. Stock, mehrere Konferenzsäle mit Platz für bis zu 600 Teilnehmern, ein Fitnesscenter, einen Tennisplatz und ein Schwimmbad.